# Венець-Залесе
Венець-Залесе (пол. Wieniec-Zalesie) — село в Польщі, у гміні Бжешць-Куявський Влоцлавського повіту Куявсько-Поморського воєводства.
Населення — 428 осіб (2011).
У 1975-1998 роках село належало до Влоцлавського воєводства.

## Демографія
Демографічна структура станом на 31 березня 2011 року:
|          | Загалом | Допрацездатний вік | Працездатний вік | Постпрацездатний вік |
| -------- | ------- | ------------------ | ---------------- | -------------------- |
| Чоловіки | 196     | 33                 | 152              | 11                   |
| Жінки    | 232     | 33                 | 130              | 69                   |
| Разом    | 428     | 66                 | 282              | 80                   |